# Electrophaes interrupta
Electrophaes interrupta är en fjärilsart som beskrevs av Hirschke 1910. Electrophaes interrupta ingår i släktet Electrophaes och familjen mätare. Inga underarter finns listade i Catalogue of Life.